# Nuts (marque de confiserie)

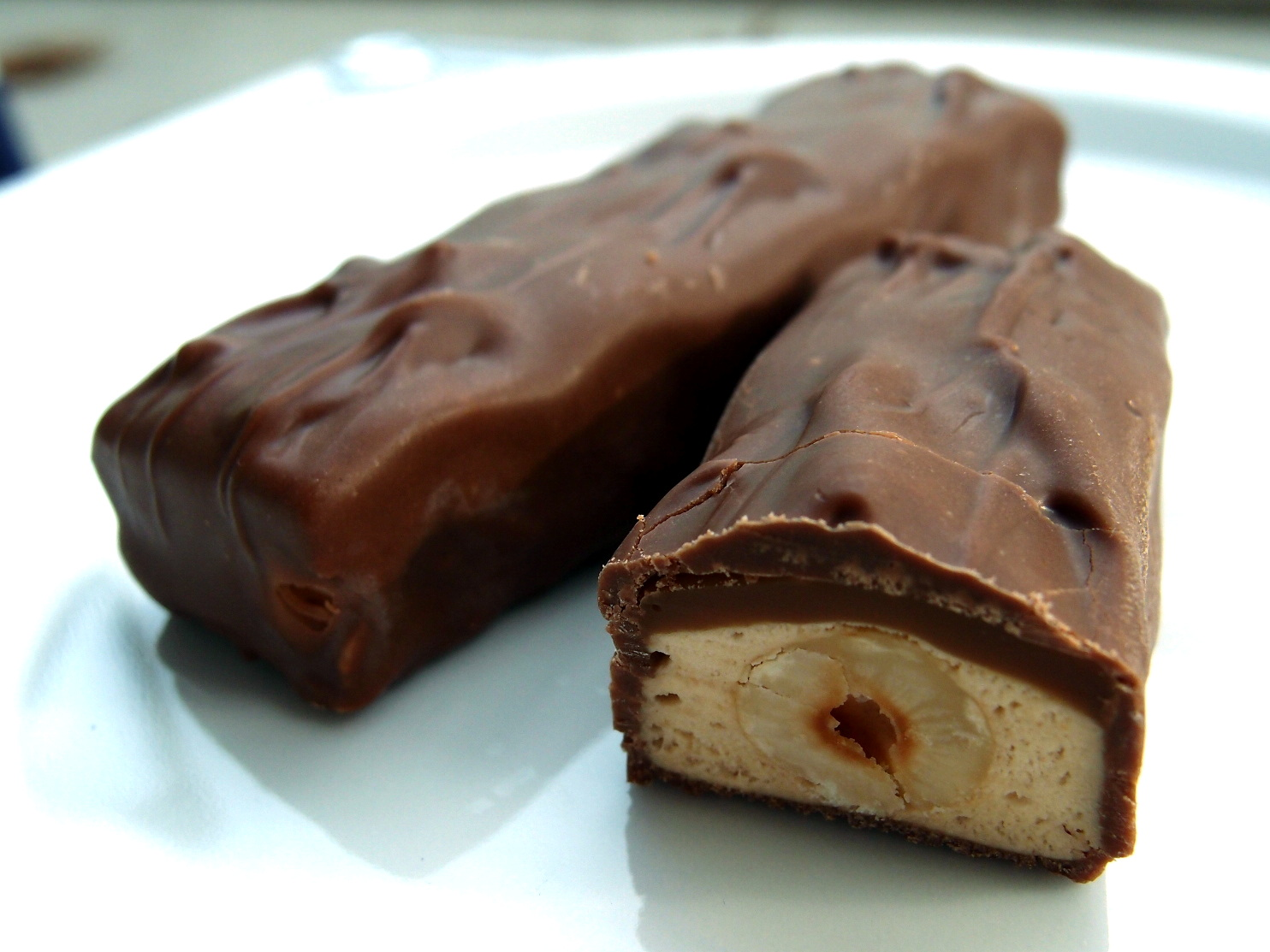
Nuts

 (septembre 2017).
Pour les articles homonymes, voir Nut.
Nuts est la marque commerciale appartenant à la Société des Produits Nestlé (Vevey Suisse) pour identifier une des confiseries qu'elle fabrique. Elles sont commercialisées en France depuis 1957.

## Composition
- Saccharose,
- glucose,
- noisettes,
- matière grasse hydrogénée,
- beurre de cacao,
- lactosérum en poudre,
- pâte de cacao,
- lait écrémé concentré sucré,
- lait écrémé en poudre,
- fructose,
- lactose,
- matière grasse laitière anhydre,
- albumine d’œuf,
- lécithine de soja,
- polyricinoléate de polyglycérol (E476),
- dextrose,
- arômes artificiels.